# Westvale (New York)
Westvale est une census-designated place du comté d'Onondaga, dans l'État de New York, aux États-Unis,. En 2020, elle compte une population de 5 090 habitants.